# Oliver Roome
Oliver McCrea Roome (ur. 9 marca 1921 w Dehradun, zm. 8 listopada 2009) – brytyjski wojskowy, generał, uczestnik II wojny światowej, żeglarz, działacz Sail Training Association.

## Życiorys
Najstarszy syn generała sir Horace'a Eckforda Roome'a oraz Helen Walford. Ukończył Wellington College w Crowthorne. Po wybuchu II wojny światowej został zmobilizowany i rozpoczął służbę w British Army, jako oficer Royal Engineers. W 1942 roku został przeniesiony na Bliski Wschód, wziął udział w walkach w Afryce Północnej, przechodząc chrzest bojowy pod El Alamein w październiku. W lipcu 1943 roku uczestniczył w desancie na Sycylii, we wrześniu tegoż roku w lądowaniu we Włoszech. W kampanii włoskiej został ranny i odesłany do Wielkiej Brytanii. Po rekonwalescencji został wysłany na Daleki Wschód, na przełomie 1945 i 1946 roku służył w Singapurze i na Malajach.
Pozostał w służbie w British Army do 1976 roku, awansując do stopnia generała majora. Pełnił różne funkcje w kraju i poza jego granicami, był między innymi szefem służb rekrutacyjnych armii oraz szefem biura łącznikowego British Army przy rządzie niemieckim w Bonn. Po przejściu w stan spoczynku osiadł w domu rodzinnym w Freshwater na wyspie Wight. Uczestniczył aktywnie w życiu lokalnej społeczności, pełnił różne funkcje reprezentacyjne, przewodniczył miejscowej organizacji skautów. Pasjonat żeglarstwa i zwolennik wychowania przez żeglarstwo, umożliwiał młodzieży z wyspy udział w rejsach na żaglowcach szkolnych „Sir Winston Churchill” i „Malcolm Miller”, pływających w barwach Sail Training Associacion. Na własnym jachcie „Morning Sky” przepłynął około 70 000 mil morskich. W 1973 roku został komandorem Orderu Imperium Brytyjskiego. Zmarł w 2009 roku.